# 43-я пехотная дивизия (Российская империя)
43-я пехотная дивизия — пехотное соединение в составе Русской императорской армии.
Штаб дивизии: Вильна. Входила во 2-й армейский корпус.

## История дивизии

### Формирование
Дивизия образована 1 января 1898 года путем переформирования 46-й пехотной резервной бригады.

### Боевые действия
Дивизия - активная участница Первой мировой войны, в частности, Виленской операции 1915 г. и операции на Стрыпе 1915 г. В январе 1918 года приказано дивизию с приданной ей артиллерийской бригадой белоруссизировать путём перевода в дивизию военнослужащих-белорусов из частей 8-й и 9-й армий.

## Состав дивизии
- 1-я бригада (Вильна)
  - 169-й пехотный Ново-Трокский полк
  - 170-й пехотный Молодечненский полк
- 2-я бригада (Гродно)
  - 171-й пехотный Кобринский полк
  - 172-й пехотный Лидский полк
- 43-я артиллерийская бригада (Олита)

## Командование дивизии

### Начальники дивизии
- 01.01.1898 — 14.10.1900[5] — генерал-лейтенант Макеев, Владимир Петрович
- 18.12.1900 — 18.04.1903 — генерал-майор (с 06.12.1901 генерал-лейтенант) Чекмарёв, Андрей Иванович
- 28.04.1903 — 15.05.1910 — генерал-лейтенант Орлов, Владимир Александрович
- 15.05.1910 — 24.10.1915 — генерал-лейтенант Слюсаренко, Владимир Алексеевич
- 30.10.1915 — 17.03.1917 — генерал-лейтенант Гнида, Дмитрий Иванович
- 07.04.1917 — хх.хх.1918 — командующий генерал-майор Черепенников, Алексей Иванович

### Начальники штаба дивизии
- 25.01.1898 — 05.03.1901 — полковник Ставрович, Николай Григорьевич
- 24.03.1901 — 01.06.1904 — полковник Баранов, Пётр Михайлович
- 10.06.1904 — 20.07.1910 — подполковник (с 06.12.1905 полковник) Соковнин, Всеволод Алексеевич
- 01.08.1910 — 14.01.1912 — полковник Ерошевич, Пётр Константинович
- 14.01.1912 — 26.02.1914 — полковник Ефимов, Николай Павлович
- 28.03.1914 — 14.11.1914 — полковник Десино, Николай Николаевич
- 14.11.1914 — 16.01.1915 — и. д. полковник Балтийский, Александр Алексеевич
- 16.01.1915 — 20.11.1915 — и. д. полковник Семёнов, Николай Григорьевич
- 27.12.1915 — 03.05.1916 — генерал-майор Вейль, Георгий-Эдуард Сигизмундович
- 09.05.1916 — 14.06.1916 — и. д. полковник Меньшов, Орест Владимирович
- 30.06.1916 — 01.12.1917 — и. д. подполковник (с 15.08.1917 полковник) Липко, Пётр Иванович

### Командиры 1-й бригады
После начала Первой мировой войны в дивизии была оставлена должность только одного бригадного командира, именовавшегося командиром бригады 45-й пехотной дивизии.
- 14.01.1898 — 11.05.1902 — генерал-майор Александров, Владимир Владимирович
- 22.05.1902 — 24.04.1907 — генерал-майор Ласточкин, Пётр Платонович
- 04.06.1907 — 23.11.1907 — генерал-майор Сысоев, Иван Николаевич
- 21.12.1907 — 09.06.1913 — генерал-майор Юргенс, Константин Данилович
- 09.06.1913 — 29.07.1914 — генерал-майор Ветвеницкий, Иван Иванович

### Командиры 2-й бригады
- 14.01.1898 — 10.02.1907 — генерал-майор Скупио, Евстафий Александрович
- 15.02.1907 — 17.11.1912 — генерал-майор Форселес, Карл Фёдорович
- 17.11.1912 — 19.04.1917 — генерал-майор Тернавский, Леонид Прокофьевич
- 19.04.1917 — хх.хх.хххх — генерал-майор Александров, Валентин Варухович

### Командиры 43-й артиллерийской бригады
- 01.01.1898 — 02.03.1899 — генерал-майор Мейнандер, Николай Адольфович
- 16.03.1899 — 28.03.1903 — генерал-майор Добужинский, Валериан Петрович
- 28.03.1903[6] — 12.02.1908 — полковник (с 06.12.1903 генерал-майор) Коханов, Николай Васильевич
- 25.02.1908 — 10.03.1912 — генерал-майор Дирин, Александр Николаевич
- 28.03.1912 — 12.05.1916 — генерал-майор Ватаци, Владимир Александрович
- 12.05.1916 — хх.хх.хххх — полковник (с 23.01.1917 генерал-майор) Калишевский, Владимир Иосифович